# Dominic Perrottet
Pour les articles homonymes, voir Perrottet.
Dominic Perrottet, né le 21 septembre 1982 à West Pennant Hills (Sydney), est un homme politique australien, membre du Parti libéral. Il est Premier ministre de Nouvelle-Galles du Sud du 5 octobre 2021 au 28 mars 2023.

## Biographie
Député à l'Assemblée législative de Nouvelle-Galles du Sud pour les circonscriptions de Castle Hill (2011-2015), Hawkesbury (2015-2019) et Epping (depuis 2019), Dominic Perrottet est ministre aux Finances et aux Services de 2014 à 2017, ministre des Relations avec l'Industrie de 2017 à 2019 et trésorier de Nouvelle-Galles du Sud de 2017 à 2021 dans le gouvernement de Gladys Berejiklian. Après la démission de celle-ci, il lui succède à la tête du Parti libéral et devient le 46e Premier ministre de Nouvelle-Galles du Sud le 5 octobre 2021.
Le 25 mars 2023, son parti perd les élections législatives au profit des travaillistes de Chris Minns. Dans la foulée, il annonce quitter la direction du Parti libéral. Trois jours plus tard, Perrottet est remplacé par Minns comme Premier ministre. Il démissionne de l'Assemblée législative en août 2024.